# Redcliffe Salaman
Pour les articles homonymes, voir Salaman.
Redcliffe Nathan Salaman (12 septembre 1874 – 12 juin 1955) est un botaniste britannique connu pour ses travaux sur la pomme de terre.

## Biographie

### Vie privée
Redcliffe Salaman est né à Kensington (Londres) le 12 septembre 1874, neuvième d'une famille de quinze enfants, nés de Sarah Soloman et Myer Salaman, qui était un « riche marchand de plumes d'autruche ».
Salaman fut marié deux fois, la première fois en 1901 avec Nina Ruth Davis, dont il eut six enfants, dont un chercheur en cancérologie, un docteur, un ingénieur, l'artiste Ruth Collet et la chanteuse Esther Salaman. Nina est morte en 1925 et l'année suivante Redcliffe Salaman rencontra et épousa Gertrude, qui lui survécut.

### Formation
Salaman fut scolarisé à la St Paul's School de Londres, étudiant initialement les humanités, mais en raison des méthodes d'enseignement qu'il jugeait ternes, il passa à l'étude des sciences et devint plus tard le premier de l'aile des sciences de l'école.
Il a bénéficié d'une bourse d'études au Trinity Hall (Cambridge) en 1893 et obtint un diplôme de première classe en sciences naturelles en 1896, après avoir étudié la physiologie, la zoologie et la chimie. Il fut instruit et conseillé par le physiologiste, W. H. Gaskell, qui plus tard devint un grand ami de Redcliffe Salaman. Il partit pour le Royal London Hospital en 1896 pour y étudier la médecine et y resta jusqu'à ce qu'il se qualifie en 1900.

### Recherches
En 1903, Redcliffe Salaman fut nommé directeur de l'Institut de pathologie du London Hospital, mais en 1904 il contracta la tuberculose et dut cesser de pratiquer la médecine, séjournant pendant six mois dans un sanatorium suisse,. Il lui a fallu plus de deux ans pour se remettre complètement de la maladie, ce qui changea complètement le cours de sa vie.
 
Il acheta une maison à Barley (Hertfordshire) et comme il ne pouvait pas reprendre la pratique de la médecine, il se lança dans des expériences dans la science nouvelle de la génétique sous la direction de son ami, William Bateson,.
Après plusieurs expériences ratées avec différents animaux, Redcliffe Salaman décida de s'exercer sur des pommes de terre après avoir demandé conseil à son jardinier.
Plus tard dans sa carrière, commentant sa décision d'étudier les pommes de terre, Redcliffe Salaman notait qu'il s'était « engagé dans une entreprise qui, quarante ans plus tard, laissait plus de questions en suspens qu'on pensait à l'époque qu'il n'en existait.
 
Qu'il se soit agi d'une simple question de chance, ou que la pomme de terre et moi étions destinés à un partenariat à vie, je ne sais pas, mais à partir de ce moment là, mon parcours était tracé, et je me suis de plus en plus impliqué dans les problèmes liés directement ou indirectement à une plante avec laquelle je n'avais aucune affinité particulière, ni gustative ni romantique »
Travaillant dans son jardin privé, il commença par croiser deux variétés de pomme de terre et déterminer quels traits était dominants et récessifs à la manière des travaux de Gregor Mendel sur les pois, mais il élargit rapidement ses recherches à d'autres domaines. En 1908, il décida d'inclure des pommes de terre sauvages dans ses expériences et demanda aux jardins botaniques royaux de Kew de lui fournir des spécimens de Solanum maglia. Mais les stocks de Kew avaient été mal étiquetés et Redcliffe Salaman reçut à la place des spécimens de Solanum edinense.
  
En 1909, Redcliffe Salaman fit pousser quarante croisements autofécondés de Solanum edinense et constata que sept d'entre eux étaient insensibles au mildiou (Phytophthora infestans).
Convaincu que la résistance au mildiou existait chez les espèces sauvages, il se mit à étudier d'autres espèces et trouva que Solanum demissum était également résistant au mildiou. Redcliffe Salaman commença à croiser Solanum demissum avec des variétés domestiquées de pomme de terre en 1911 pour obtenir des lignées à haut rendement qui étaient également résistantes au mildiou.
  
Dès 1914, il avait créé avec succès des hybrides et en 1926 il notait qu'il avait créé des variétés ayant des « caractéristiques économiques raisonnablement bonnes » qui, quelle que soit leur maturité, semblaient être préservées du mildiou.
 
Redcliffe Salaman fut le premier à identifier la résistance génétique au mildiou et Solanum demissum fut encore utilisée comme source de résistance dans les années 1950.
Dans son ouvrage, The Propitious Esculent, John Reader qualifie la découverte de Redcliffe Salaman comme une « percée importante, offrant de réelles promesses [...] qu'il était possible de sélectionner des variétés de pommes de terre résistantes au mildiou ».
On estimait en 1987 qu'environ la moitié des variétés de pommes de terre cultivées en Europe contenait des gènes de Solanum demissum.
En 1910, il publia dans le premier numéro du Journal of Genetics un article sur l'hérédité de la couleur chez la pomme de terre.
 
Des articles ultérieurs dans le The Journal of Agricultural Science traitaient de la stérilité mâle, des méthodes d'estimation des rendements et de la détection des virus dans les graines de pomme de terre ainsi qu'un article sur l'influence de la taille des plants sur le rendement et la taille des tubercules récoltés,.
Ses recherches sur la pomme de terre ont été interrompues par  le déclenchement de la Première Guerre mondiale, pendant laquelle Redcliffe Salaman rejoignit le Royal Army Medical Corps et servit en Palestine. Par la suite, il fut nommé président du comité des synonymes de la pomme de terre à l'Institut national de botanique agricole (National Institute of Agricultural Botany), où il fut chargé de décrire les variétés de pommes de terre et de mettre fin à la pratique courante de la commercialisation de variétés anciennes et peu fiables sous de nouveaux noms.
  
Son travail dans cette institution aboutit à la publication en 1926 de son ouvrage, « Potato Varieties ». Cette même année, il convainquit le ministre de l'Agriculture de créer l'Institut de recherche sur les virus de la pomme de terre (Potato Virus Research Institute) à Cambridge, dont il fut le directeur jusqu'en 1939.
Kenneth Manley Smith, entomologiste à l'institut, et Frederick Charles Bawden devinrent les assistants de Redcliffe Salaman en 1930. Smith et Bawden allaient devenir des phytovirologues renommés.
En collaboration avec Paul A. Murphy de Dublin un grand stock de pommes de terre exemptes de virus a été constitué et multiplié dans des serres, pratique qui s'est poursuivie après sa mort et a été adoptée dans d'autres pays. Ses recherches sur les virus lui ont permis d'être élu à la Royal Society en 1935.
Redcliffe Salaman a supervisé la thèse de doctorat de Jack Hawkes, qui allait devenir une autorité dans le domaine de la taxinomie des espèces de pommes de terre sauvages et qui identifia des sources de résistance au nématode à kyste de la pomme de terre.

## The history and social influence of the potato
Redcliffe Salaman est l'auteur de l'ouvrage intitulé The history and social influence of the potato (Histoire et influence sociale de la pomme de terre), publié pour la première fois en 1949, et réimprimé en 1970, et révisé sous la direction de Jack Hawkes en 1987.
Une revue de la première édition dans le The British Journal of Sociology notait que c'était un « livre inhabituel et infiniment intéressant, qui a pris neuf ans pour son écriture et toute une vie pour sa préparation », combinant la génétique, l'histoire et l'archéologie.
 
Cet ouvrage couvre tous les aspects de l'histoire de la pomme de terre, avec un accent particulier sur l'Irlande à propos de laquelle il écrit « dans aucun autre pays, l'influence de la pomme de terre sur la vie domestique et économique de la population ne peut être étudiée pour un plus grand avantage »,.
L'historien Eric Hobsbawm parle de cet ouvrage comme de « ce magnifique monument d'érudition et d'humanité ».
  
Un article de 1999 paru dans Potato Research notait qu'en raison du livre « sans précédent » de Redcliffe Salaman, nous « en savons plus sur l'impact de la diffusion de la pomme de terre sur le bien-être des personnes, en particulier des pauvres, que sur les conséquences de l'introduction de toute autre plante alimentaire importante ».

## Œuvres
- The history and social influence of the potato, Cambridge : Cambridge University Press, 1985 ;
- Potato varieties, Cambridge : Cambridge University Press, 1926 ;
- Palestine reclaimed; letters from a Jewish officer in Palestine, Londres, G. Routledge & Sons Ltd.; New York, E.P. Dutton & Co., 1920 ;
- The influence of the potato on the course of Irish history, Dublin, Browne and Nolan Ltd., 1944 ;
- Whither Lucien Wolf's Anglo-Jewish community? , Londres : Jewish Historical Society of England, 1954 ;
- Storia sociale della patata, Milan : Garzanti, 1989 ;
- Historia e influencia social de la patata, Madrid : Ministerio de Trabajo y Seguridad Social, cop. 1991 ;
- Racial Origins of Jewish types, Londres [u.a.] : Spottiswoode, Ballantyne & Co, 1922. ;
- Heredity and the Jew, Cambridge : Cambridge University Press, 1911 ;